# ديفيا دوتا
ديفيا دوتا هي ممثلة هندية، ولدت في 25 سبتمبر 1977 في الهند.

## أعمال

### أفلام
- (2004) فير زارا[4][5]
- (2010) هيللو دارلينغ

## وصلات خارجية
- ديفيا دوتا على موقع IMDb (الإنجليزية)
- ديفيا دوتا على موقع ألو سيني (الفرنسية)
- ديفيا دوتا على موقع أول موفي (الإنجليزية)
- ديفيا دوتا على موقع قاعدة بيانات الأفلام السويدية (السويدية)
- ديفيا دوتا على موقع قاعدة بيانات الفيلم (الإنجليزية)
- ديفيا دوتا على موقع كينوبويسك (الروسية)